# 桑名郡
- 令制国一覧 > 東海道 > 伊勢国 > 桑名郡
- 日本 > 近畿地方 > 三重県 > 桑名郡

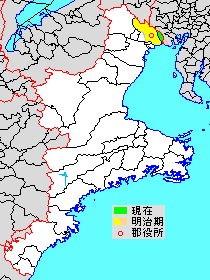
三重県桑名郡の範囲（緑：木曽岬町）

桑名郡（くわなぐん）は、三重県（伊勢国）の郡。
人口5,682人、面積15.74km²、人口密度361人/km²。（2025年6月1日、推計人口）
以下の1町を含む。
- 木曽岬町（きそさきちょう）

## 郡域
1879年（明治12年）に行政区画として発足した当時の郡域は、上記1町のほか、下記の区域にあたる。
- 桑名市の大部分（概ね芳ヶ崎・森忠・星川・巌新田・嘉例川・五反田・大仲新田・筑紫・中山町・里町・坂井・友村・赤尾・赤尾台・島田・志知を除く）
- 愛知県弥富市の一部（五明・五明町・小島町・川原欠・加稲・加稲九郎次新田・三好・富島・稲荷崎・富崎・境町・栄南町・中原）
- 愛知県愛西市の一部（福原新田の一部）
- 岐阜県海津市の一部（海津町油島・海津町金廻）

## 歴史

### 近世以降の沿革
- 「旧高旧領取調帳」に記載されている明治初年時点での支配は以下の通り。幕府領は美濃郡代が管轄。○は村内に寺社除地[1]が存在。（2町156村）

| 知行         | 知行             | 村数     | 村名 |
| ------------ | ---------------- | -------- | --- |
| 幕府領       | 美濃郡代         | 41村     | 【福永村、古敷村、西平賀村、西平賀新田、東平賀村、江内村、油島新田、金廻村、上之郷村、五明村、小島新田、篠橋新田、間々村、高座村、福原新田、川原欠新田】、加稲新田、加稲九郎治新田、三好新田、加稲付新田、富島新田、富島付新田、加稲山新田、稲荷崎新田、稲荷崎付新田、富崎新田、境新田、藤里新田、白鷺新田、源緑新田、横満蔵新田、松蔭新田、福井新田、福井附新田、福吉新田、豊松新田、赤地新田、六百新田、葭ヶ須新田、鎌ヶ池新田、長地新田 |
| 藩領         | 伊勢桑名藩       | 1町 64村 | 江場村、本願寺村、大福村、矢田村、上野村、繁松新田、稗田村、西別所村、蓮花寺村、増田村、額田村、能部村、桑部村、西金井村、東金井村、野田村、安永村、和泉村、小泉新田、福江新田、萱町新田、福地新田、福岡新田、末広新田、一之新田、大平新田、福本新田、大貝須新田、立田新田、小貝須村、赤須賀新田、猟師町、東野村、西方村、北別所村、東方村、桑名城下、東汰上村、蠣塚新田、上深谷部村、今島村、上之輪新田、西汰上村、下深谷部村、太夫村、播磨村、福島村、多度村、古野村、美鹿村、北猪飼村、猪飼村、力尾村、御衣野村、小山村、下野代村、上肱江村、下肱江村、戸津村、柚井村、香取村、中須村、大鳥居村、庄九郎新田、南之郷村、白鶏新田 |
| 藩領         | 伊勢長島藩       | 1町 49村 | 長島城下、又木村、○源部外面、出口村、殿名村、東殿名、押付村、小島村、中川村、西川村、新所村、松之木村、杉江村、上坂手村、下坂手村、千倉村、平方村、西外面村、十日外面、大島村、藤九郎外面、前山外面、遠浅付新田、松ヶ島村、駒江村、加路戸新田、大新田、外平喜新田、川中彦作新田、近江島新田、西対海地新田、田代新田、築留新田、白鷺脇付新田、雁ヶ地新田、福崎新田、豊崎新田、川先新田、和泉新田、中和泉新田、富田子新田、小和泉新田、豊田子新田、小和泉南堤外新田、小林島新田、小林新田、東対海地新田、見入新田、源緑山新田、都羅新田                                                                                              |
| 幕府領・藩領 | 美濃郡代・長島藩 | 1村      | 【松永新田】 |
| その他       | 寺社除地         | 1村      | 大智院山新田 |

- 慶応4年
  - 1月22日（1868年2月15日） - 戊辰戦争により桑名城が開城し、桑名藩領が名古屋藩取締地となる。
  - 4月15日（1868年5月7日） - 美濃郡代の管轄地域が笠松裁判所の管轄となる。
  - 4月28日（1868年5月20日）[16] - 笠松裁判所の管轄地域が笠松県の管轄となる。

- 明治2年
  - 8月2日（1869年9月7日） - 笠松県の管轄地域が度会県の管轄となる。
  - 8月10日（1869年9月15日） - 桑名藩が減封のうえ再興。本郡内の領地は安堵。
- 明治4年
  - 1月 - 徳川宗家の駿河府中藩への転封にともない、度会県が管轄する旧・幕府領のうち【　】内の17村が遠江国榛原郡の領地に替えて長島藩領となる。
  - 7月14日（1871年8月29日） - 廃藩置県により、藩領が桑名県、長島県の管轄となる。
  - 11月22日（1872年1月2日） - 第1次府県統合により、全域が安濃津県の管轄となる。
- 明治5年3月17日（1872年4月24日） - 安濃津県が改称して三重県となる。
- 明治初年（2町151村）
  - 東方村の一部[17]より尾野山が起立。
  - 長島城下が改称して長島村となる。
  - 福岡新田・末広新田・一之新田・大平新田・福本新田が福地新田に、川中彦作新田が外平喜新田にそれぞれ合併。
- 明治8年（1875年）（2町146村）
  - 8月 - 庄九郎新田が大鳥居村に合併。
  - 桑名城下の一部[18]より桑名村が分立。
  - 上肱江村・下肱江村が合併して肱江村となる。
  - 野田村が東金井村に、六百新田が赤地新田に、豊田子新田・小和泉南堤外新田が小和泉新田にそれぞれ合併。
- 明治12年（1879年）
  - 2月5日 - 郡区町村編制法の三重県での施行により、行政区画としての桑名郡が発足。郡役所が桑名城下に設置。
  - 福井新田・豊松新田が合併して福豊新田となる。（2町145村）
- 明治13年（1880年）5月10日 - 鍋田川左岸の五明村・小島新田・福原新田・川原欠新田・加稲新田・加稲九郎治新田・三好新田・加稲付新田・富島新田・富島付新田・加稲山新田・稲荷崎新田・稲荷崎付新田・富崎新田・境新田の所属が愛知県海西郡に変更。（2町130村）
- 明治16年（1883年）11月1日 - 江内村・油島新田・金廻村の所属が岐阜県下石津郡に変更。（2町127村）
- 明治20年（1887年） - 木曽川の改修工事により大智院山新田の大部分が消滅。残部は白鷺新田の一部となる。（2町126村）

### 愛知県へ桑名郡の十五か村引渡し
愛知県下　尾張国海西郡ト　当県下伊勢国桑名郡トノ間、両国々界更生ニ付桑名郡ノ内、左々村々土地人民共本月七日該県へ引渡候条、此旨布連候事
明治一三年五月十日　三重県令　岩村定高
福原新田　小島新田　五明村　川原欠新田　加稲新田　加稲九郎次新田　加稲付新田　三好新田　富島新田　富島付新田　加稲山新田　稲荷崎新田　稲荷崎付新田　富崎新田　境新田

### 岐阜県へ桑名郡の三か村引渡し
桑名郡　油島新田　同・金廻村　同・江内村
今般　伊勢国・美濃国国界更生ニ付、右村々美濃国へ編入相成候条、此旨告示候事
明治一六年十一月一日　三重県令　岩村定高

### 町村制以降の沿革

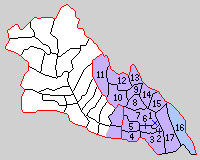
1.桑名町 2.赤須賀村 3.城南村 4.桑部村 5.在良村 6.益生村 7.大山田村 8.深谷村 9.野代村 10.古浜村 11.古美村 12.多度村 13.七取村 14.楠村 15.長島村 16.木曽岬村 17.伊曽島村（紫：桑名市 青：合併なし）

- 明治22年（1889年）4月1日 - 町村制の施行により、以下の町村が発足。特記以外は全域が現・桑名市。（1町16村）
  - 桑名町 ← 桑名城下[19]、江場村［一部］、大福村［一部］、本願寺村［一部］、矢田村［一部］、桑名村［一部］
  - 赤須賀村 ← 猟師町、赤須賀新田［一部］
  - 城南村 ← 東野村、赤須賀新田［大部分］、小貝須村、大貝須新田、福地新田、萱町新田、福江新田、小泉新田、和泉村、安永村
  - 桑部村 ← 能部村、桑部村、西金井村、東金井村
  - 在良村 ← 西別所村、額田村、蓮花寺村、増田村、稗田村
  - 益生村 ← 大福村［大部分］、江場村［大部分］、本願寺村［大部分］、矢田村［大部分］、上野村、繁松新田
  - 大山田村 ← 桑名村［大部分］、太夫村、西方村、尾野山、東方村、北別所村、福島村、上之輪新田、播磨村、東汰上村、西汰上村、蠣塚新田、矢田村［一部］、本願寺村［一部］
  - 深谷村 ← 上深谷部村、下深谷部村、今島村
  - 野代村 ← 中須村、南之郷村、大鳥居村、下野代村
  - 古浜村 ← 力尾村、猪飼村、北猪飼村、御衣野村
  - 古美村 ← 古野村、美鹿村
  - 多度村 ← 肱江村、小山村、戸津村、多度村、柚井村
  - 七取村 ← 香取村、福永村、西平賀村、上之郷村、東平賀村、古敷村、西平賀新田
  - 楠村 ← 松之木村、新所村、杉江村、上坂手村、下坂手村［大部分］、西川村［大部分］、千倉村、平方村［一部］、中川村［一部］
  - 長島村 ← 小島村、篠橋新田、押付村、長島村、又木村、殿名村、東殿名、出口村、源部外面、高座村、間々村、松ヶ島村、十日外面、駒江村、大島村、藤九郎外面、前山外面、遠浅付外面、西外面村、中川村［大部分］、平方村［大部分］、西川村［一部］、下坂手村［一部］
  - 木曽岬村 ← 加路戸新田、大新田、外平喜新田、近江島新田、西対海地新田、田代新田、築留新田、雁ヶ地新田、白鷺脇付新田、福崎新田、豊崎新田、川先新田、富田子新田、中和泉新田、見入新田、和泉新田、小和泉新田、小林新田、小林島新田、東対海地新田、源緑新田、源緑山新田、藤里新田、白鷺新田、松永新田（現・木曽岬町）
  - 伊曽島村 ← 横満蔵新田、松蔭新田、白鶏新田、福豊新田、都羅新田、赤地新田、鎌ヶ地新田、葭ヶ須新田、長地新田、福井附新田、福吉新田
- 明治30年（1897年）9月1日 - 郡制を施行。
- 大正12年（1923年）4月1日
  - 郡会が廃止。郡役所は存続。
  - 赤須賀村が桑名町に編入。（1町15村）
- 大正15年（1926年）7月1日 - 郡役所が廃止。以降は地域区分名称となる。
- 昭和4年（1929年）2月11日 - 大山田村が町制施行・改称して西桑名町となる。（2町14村）
- 昭和8年（1933年）3月20日 - 益生村が桑名町に編入。（2町13村）
- 昭和12年（1937年）
  - 3月20日 - 西桑名町が桑名町に編入。（1町13村）
  - 4月1日 - 桑名町が市制施行して桑名市となり、郡より離脱。（13村）
- 昭和26年（1951年）3月2日 - 桑部村・在良村が桑名市に編入。（11村）
- 昭和29年（1954年）
  - 8月1日 - 多度村が町制施行して多度町となる。（1町10村）
  - 10月23日 - 長島村が町制施行して長島町となる。（2町9村）
- 昭和30年（1955年）
  - 1月8日 - 多度町・野代村・古浜村・古美村・七取村が合併し、改めて多度町が発足。（2町5村）
  - 2月1日 - 深谷村が桑名市に編入。（2町4村）
  - 4月1日 - 長島町・楠村が合併し、改めて長島町が発足。（2町3村）
- 昭和31年（1956年）
  - 9月1日 - 城南村が桑名市に編入。（2町2村）
  - 9月30日 - 伊曽島村が長島町に編入。（2町1村）
- 平成元年（1989年）5月1日 - 木曽岬村が町制施行して木曽岬町となる。（3町）
- 平成16年（2004年）12月6日 - 多度町・長島町が桑名市と合併し、改めて桑名市が発足、郡より離脱。（1町）

### 変遷表
| 明治以前         | 明治以前     | 明治初年 - 明治22年  | 明治22年 4月1日 町村制施行 | 明治22年 - 昭和9年               | 昭和10年 - 昭和19年          | 昭和10年 - 昭和19年        | 昭和20年 - 昭和29年          | 昭和30年 - 昭和64年          | 平成元年 - 現在              | 現在     |
| ---------------- | ------------ | -------------------- | -------------------------- | -------------------------------- | ---------------------------- | -------------------------- | ---------------------------- | ---------------------------- | ---------------------------- | -------- |
| 東野村           | 東野村       | 東野村               | 城南村                     | 城南村                           | 城南村                       | 城南村                     | 城南村                       | 昭和31年9月1日 桑名市に編入  | 平成16年12月6日 桑名市       | 桑名市   |
| 小貝須村         | 小貝須村     | 小貝須村             | 城南村                     | 城南村                           | 城南村                       | 城南村                     | 城南村                       | 昭和31年9月1日 桑名市に編入  | 平成16年12月6日 桑名市       | 桑名市   |
| 大貝須新田       | 大貝須新田   | 大貝須新田           | 城南村                     | 城南村                           | 城南村                       | 城南村                     | 城南村                       | 昭和31年9月1日 桑名市に編入  | 平成16年12月6日 桑名市       | 桑名市   |
| 福地新田         | 福地新田     | 明治初年 福地新田    | 城南村                     | 城南村                           | 城南村                       | 城南村                     | 城南村                       | 昭和31年9月1日 桑名市に編入  | 平成16年12月6日 桑名市       | 桑名市   |
| 福岡新田         |              | 明治初年 福地新田    | 城南村                     | 城南村                           | 城南村                       | 城南村                     | 城南村                       | 昭和31年9月1日 桑名市に編入  | 平成16年12月6日 桑名市       | 桑名市   |
| 末広新田         |              | 明治初年 福地新田    | 城南村                     | 城南村                           | 城南村                       | 城南村                     | 城南村                       | 昭和31年9月1日 桑名市に編入  | 平成16年12月6日 桑名市       | 桑名市   |
| 一之新田         |              | 明治初年 福地新田    | 城南村                     | 城南村                           | 城南村                       | 城南村                     | 城南村                       | 昭和31年9月1日 桑名市に編入  | 平成16年12月6日 桑名市       | 桑名市   |
| 大平新田         |              | 明治初年 福地新田    | 城南村                     | 城南村                           | 城南村                       | 城南村                     | 城南村                       | 昭和31年9月1日 桑名市に編入  | 平成16年12月6日 桑名市       | 桑名市   |
| 福本新田         |              | 明治初年 福地新田    | 城南村                     | 城南村                           | 城南村                       | 城南村                     | 城南村                       | 昭和31年9月1日 桑名市に編入  | 平成16年12月6日 桑名市       | 桑名市   |
| 萱町新田         | 萱町新田     | 萱町新田             | 城南村                     | 城南村                           | 城南村                       | 城南村                     | 城南村                       | 昭和31年9月1日 桑名市に編入  | 平成16年12月6日 桑名市       | 桑名市   |
| 福江新田         | 福江新田     | 福江新田             | 城南村                     | 城南村                           | 城南村                       | 城南村                     | 城南村                       | 昭和31年9月1日 桑名市に編入  | 平成16年12月6日 桑名市       | 桑名市   |
| 小泉新田         | 小泉新田     | 小泉新田             | 城南村                     | 城南村                           | 城南村                       | 城南村                     | 城南村                       | 昭和31年9月1日 桑名市に編入  | 平成16年12月6日 桑名市       | 桑名市   |
| 和泉村           | 和泉村       | 和泉村               | 城南村                     | 城南村                           | 城南村                       | 城南村                     | 城南村                       | 昭和31年9月1日 桑名市に編入  | 平成16年12月6日 桑名市       | 桑名市   |
| 安永村           | 安永村       | 安永村               | 城南村                     | 城南村                           | 城南村                       | 城南村                     | 城南村                       | 昭和31年9月1日 桑名市に編入  | 平成16年12月6日 桑名市       | 桑名市   |
| 赤須賀新田       | 大部分       | 赤須賀新田           | 城南村                     | 城南村                           | 城南村                       | 城南村                     | 城南村                       | 昭和31年9月1日 桑名市に編入  | 平成16年12月6日 桑名市       | 桑名市   |
| 赤須賀新田       | 一部         | 赤須賀新田           | 赤須賀村                   | 大正12年4月1日 桑名町に編入      | 桑名町                       | 昭和12年4月1日 市制 桑名市 | 桑名市                       | 桑名市                       | 平成16年12月6日 桑名市       | 桑名市   |
| 猟師町           | 猟師町       | 猟師町               | 赤須賀村                   | 大正12年4月1日 桑名町に編入      | 桑名町                       | 昭和12年4月1日 市制 桑名市 | 桑名市                       | 桑名市                       | 平成16年12月6日 桑名市       | 桑名市   |
| 江場村           | 一部         | 江場村               | 桑名町                     | 桑名町                           | 桑名町                       | 昭和12年4月1日 市制 桑名市 | 桑名市                       | 桑名市                       | 平成16年12月6日 桑名市       | 桑名市   |
| 江場村           | 大部分       | 江場村               | 益生村                     | 昭和8年3月20日 桑名町に編入      | 桑名町                       | 昭和12年4月1日 市制 桑名市 | 桑名市                       | 桑名市                       | 平成16年12月6日 桑名市       | 桑名市   |
| 上野村           | 上野村       | 上野村               | 益生村                     | 昭和8年3月20日 桑名町に編入      | 桑名町                       | 昭和12年4月1日 市制 桑名市 | 桑名市                       | 桑名市                       | 平成16年12月6日 桑名市       | 桑名市   |
| 繁松新田         | 繁松新田     | 繁松新田             | 益生村                     | 昭和8年3月20日 桑名町に編入      | 桑名町                       | 昭和12年4月1日 市制 桑名市 | 桑名市                       | 桑名市                       | 平成16年12月6日 桑名市       | 桑名市   |
| 矢田村           | 大部分       | 矢田村               | 益生村                     | 昭和8年3月20日 桑名町に編入      | 桑名町                       | 昭和12年4月1日 市制 桑名市 | 桑名市                       | 桑名市                       | 平成16年12月6日 桑名市       | 桑名市   |
| 矢田村           | 一部         | 矢田村               | 桑名町                     | 桑名町                           | 桑名町                       | 昭和12年4月1日 市制 桑名市 | 桑名市                       | 桑名市                       | 平成16年12月6日 桑名市       | 桑名市   |
| 矢田村           | 一部         | 矢田村               | 大山田村                   | 昭和4年2月11日 町制改称 西桑名町 | 昭和12年3月20日 桑名町に編入 | 昭和12年4月1日 市制 桑名市 | 桑名市                       | 桑名市                       | 平成16年12月6日 桑名市       | 桑名市   |
| 本願寺村         | 一部         | 本願寺村             | 大山田村                   | 昭和4年2月11日 町制改称 西桑名町 | 昭和12年3月20日 桑名町に編入 | 昭和12年4月1日 市制 桑名市 | 桑名市                       | 桑名市                       | 平成16年12月6日 桑名市       | 桑名市   |
| 本願寺村         | 一部         | 本願寺村             | 桑名町                     | 桑名町                           | 桑名町                       | 昭和12年4月1日 市制 桑名市 | 桑名市                       | 桑名市                       | 平成16年12月6日 桑名市       | 桑名市   |
| 本願寺村         | 大部分       | 本願寺村             | 益生村                     | 昭和8年3月20日 桑名町に編入      | 桑名町                       | 昭和12年4月1日 市制 桑名市 | 桑名市                       | 桑名市                       | 平成16年12月6日 桑名市       | 桑名市   |
| 大福村           | 大部分       | 大福村               | 益生村                     | 昭和8年3月20日 桑名町に編入      | 桑名町                       | 昭和12年4月1日 市制 桑名市 | 桑名市                       | 桑名市                       | 平成16年12月6日 桑名市       | 桑名市   |
| 大福村           | 一部         | 大福村               | 桑名町                     | 桑名町                           | 桑名町                       | 昭和12年4月1日 市制 桑名市 | 桑名市                       | 桑名市                       | 平成16年12月6日 桑名市       | 桑名市   |
| 桑名城下         | 一部を除く   | 桑名城下             | 桑名町                     | 桑名町                           | 桑名町                       | 昭和12年4月1日 市制 桑名市 | 桑名市                       | 桑名市                       | 平成16年12月6日 桑名市       | 桑名市   |
| 桑名城下         | 一部         | 明治8年 分立 桑名村  | 桑名町                     | 桑名町                           | 桑名町                       | 昭和12年4月1日 市制 桑名市 | 桑名市                       | 桑名市                       | 平成16年12月6日 桑名市       | 桑名市   |
| 桑名城下         | 一部         | 明治8年 分立 桑名村  | 大山田村                   | 昭和4年2月11日 町制改称 西桑名町 | 昭和12年3月20日 桑名町に編入 | 昭和12年4月1日 市制 桑名市 | 桑名市                       | 桑名市                       | 平成16年12月6日 桑名市       | 桑名市   |
| 太夫村           | 太夫村       | 太夫村               | 大山田村                   | 昭和4年2月11日 町制改称 西桑名町 | 昭和12年3月20日 桑名町に編入 | 昭和12年4月1日 市制 桑名市 | 桑名市                       | 桑名市                       | 平成16年12月6日 桑名市       | 桑名市   |
| 西方村           | 西方村       | 西方村               | 大山田村                   | 昭和4年2月11日 町制改称 西桑名町 | 昭和12年3月20日 桑名町に編入 | 昭和12年4月1日 市制 桑名市 | 桑名市                       | 桑名市                       | 平成16年12月6日 桑名市       | 桑名市   |
| 東方村           |              | 東方村               | 大山田村                   | 昭和4年2月11日 町制改称 西桑名町 | 昭和12年3月20日 桑名町に編入 | 昭和12年4月1日 市制 桑名市 | 桑名市                       | 桑名市                       | 平成16年12月6日 桑名市       | 桑名市   |
| 東方村           | 一部         | 明治初年 起立 尾野山 | 大山田村                   | 昭和4年2月11日 町制改称 西桑名町 | 昭和12年3月20日 桑名町に編入 | 昭和12年4月1日 市制 桑名市 | 桑名市                       | 桑名市                       | 平成16年12月6日 桑名市       | 桑名市   |
| 北別所村         | 北別所村     | 北別所村             | 大山田村                   | 昭和4年2月11日 町制改称 西桑名町 | 昭和12年3月20日 桑名町に編入 | 昭和12年4月1日 市制 桑名市 | 桑名市                       | 桑名市                       | 平成16年12月6日 桑名市       | 桑名市   |
| 福島村           | 福島村       | 福島村               | 大山田村                   | 昭和4年2月11日 町制改称 西桑名町 | 昭和12年3月20日 桑名町に編入 | 昭和12年4月1日 市制 桑名市 | 桑名市                       | 桑名市                       | 平成16年12月6日 桑名市       | 桑名市   |
| 上之輪新田       | 上之輪新田   | 上之輪新田           | 大山田村                   | 昭和4年2月11日 町制改称 西桑名町 | 昭和12年3月20日 桑名町に編入 | 昭和12年4月1日 市制 桑名市 | 桑名市                       | 桑名市                       | 平成16年12月6日 桑名市       | 桑名市   |
| 播磨村           | 播磨村       | 播磨村               | 大山田村                   | 昭和4年2月11日 町制改称 西桑名町 | 昭和12年3月20日 桑名町に編入 | 昭和12年4月1日 市制 桑名市 | 桑名市                       | 桑名市                       | 平成16年12月6日 桑名市       | 桑名市   |
| 東汰上村         | 東汰上村     | 東汰上村             | 大山田村                   | 昭和4年2月11日 町制改称 西桑名町 | 昭和12年3月20日 桑名町に編入 | 昭和12年4月1日 市制 桑名市 | 桑名市                       | 桑名市                       | 平成16年12月6日 桑名市       | 桑名市   |
| 西汰上村         | 西汰上村     | 西汰上村             | 大山田村                   | 昭和4年2月11日 町制改称 西桑名町 | 昭和12年3月20日 桑名町に編入 | 昭和12年4月1日 市制 桑名市 | 桑名市                       | 桑名市                       | 平成16年12月6日 桑名市       | 桑名市   |
| 蠣塚新田         | 蠣塚新田     | 蠣塚新田             | 大山田村                   | 昭和4年2月11日 町制改称 西桑名町 | 昭和12年3月20日 桑名町に編入 | 昭和12年4月1日 市制 桑名市 | 桑名市                       | 桑名市                       | 平成16年12月6日 桑名市       | 桑名市   |
| 能部村           | 能部村       | 能部村               | 桑部村                     | 桑部村                           | 桑部村                       | 桑部村                     | 昭和26年3月2日 桑名市に編入  | 桑名市                       | 平成16年12月6日 桑名市       | 桑名市   |
| 桑部村           | 桑部村       | 桑部村               | 桑部村                     | 桑部村                           | 桑部村                       | 桑部村                     | 昭和26年3月2日 桑名市に編入  | 桑名市                       | 平成16年12月6日 桑名市       | 桑名市   |
| 西金井村         | 西金井村     | 西金井村             | 桑部村                     | 桑部村                           | 桑部村                       | 桑部村                     | 昭和26年3月2日 桑名市に編入  | 桑名市                       | 平成16年12月6日 桑名市       | 桑名市   |
| 東金井村         | 東金井村     | 明治8年 東金井村     | 桑部村                     | 桑部村                           | 桑部村                       | 桑部村                     | 昭和26年3月2日 桑名市に編入  | 桑名市                       | 平成16年12月6日 桑名市       | 桑名市   |
| 野田村           |              | 明治8年 東金井村     | 桑部村                     | 桑部村                           | 桑部村                       | 桑部村                     | 昭和26年3月2日 桑名市に編入  | 桑名市                       | 平成16年12月6日 桑名市       | 桑名市   |
| 西別所村         | 西別所村     | 西別所村             | 在良村                     | 在良村                           | 在良村                       | 在良村                     | 昭和26年3月2日 桑名市に編入  | 桑名市                       | 平成16年12月6日 桑名市       | 桑名市   |
| 額田村           | 額田村       | 額田村               | 在良村                     | 在良村                           | 在良村                       | 在良村                     | 昭和26年3月2日 桑名市に編入  | 桑名市                       | 平成16年12月6日 桑名市       | 桑名市   |
| 蓮花寺村         | 蓮花寺村     | 蓮花寺村             | 在良村                     | 在良村                           | 在良村                       | 在良村                     | 昭和26年3月2日 桑名市に編入  | 桑名市                       | 平成16年12月6日 桑名市       | 桑名市   |
| 増田村           | 増田村       | 増田村               | 在良村                     | 在良村                           | 在良村                       | 在良村                     | 昭和26年3月2日 桑名市に編入  | 桑名市                       | 平成16年12月6日 桑名市       | 桑名市   |
| 稗田村           | 稗田村       | 稗田村               | 在良村                     | 在良村                           | 在良村                       | 在良村                     | 昭和26年3月2日 桑名市に編入  | 桑名市                       | 平成16年12月6日 桑名市       | 桑名市   |
| 上深谷部村       | 上深谷部村   | 上深谷部村           | 深谷村                     | 深谷村                           | 深谷村                       | 深谷村                     | 深谷村                       | 昭和30年2月1日 桑名市に編入  | 平成16年12月6日 桑名市       | 桑名市   |
| 下深谷部村       | 下深谷部村   | 下深谷部村           | 深谷村                     | 深谷村                           | 深谷村                       | 深谷村                     | 深谷村                       | 昭和30年2月1日 桑名市に編入  | 平成16年12月6日 桑名市       | 桑名市   |
| 今島村           | 今島村       | 今島村               | 深谷村                     | 深谷村                           | 深谷村                       | 深谷村                     | 深谷村                       | 昭和30年2月1日 桑名市に編入  | 平成16年12月6日 桑名市       | 桑名市   |
| 上肱江村         | 上肱江村     | 明治8年 肱江村       | 多度村                     | 多度村                           | 多度村                       | 多度村                     | 昭和29年8月1日 町制 多度町   | 昭和30年1月8日 多度町        | 平成16年12月6日 桑名市       | 桑名市   |
| 下肱江村         |              | 明治8年 肱江村       | 多度村                     | 多度村                           | 多度村                       | 多度村                     | 昭和29年8月1日 町制 多度町   | 昭和30年1月8日 多度町        | 平成16年12月6日 桑名市       | 桑名市   |
| 小山村           | 小山村       | 小山村               | 多度村                     | 多度村                           | 多度村                       | 多度村                     | 昭和29年8月1日 町制 多度町   | 昭和30年1月8日 多度町        | 平成16年12月6日 桑名市       | 桑名市   |
| 戸津村           | 戸津村       | 戸津村               | 多度村                     | 多度村                           | 多度村                       | 多度村                     | 昭和29年8月1日 町制 多度町   | 昭和30年1月8日 多度町        | 平成16年12月6日 桑名市       | 桑名市   |
| 多度村           | 多度村       | 多度村               | 多度村                     | 多度村                           | 多度村                       | 多度村                     | 昭和29年8月1日 町制 多度町   | 昭和30年1月8日 多度町        | 平成16年12月6日 桑名市       | 桑名市   |
| 柚井村           | 柚井村       | 柚井村               | 多度村                     | 多度村                           | 多度村                       | 多度村                     | 昭和29年8月1日 町制 多度町   | 昭和30年1月8日 多度町        | 平成16年12月6日 桑名市       | 桑名市   |
| 中須村           | 中須村       | 中須村               | 野代村                     | 野代村                           | 野代村                       | 野代村                     | 野代村                       | 昭和30年1月8日 多度町        | 平成16年12月6日 桑名市       | 桑名市   |
| 南之郷村         | 南之郷村     | 南之郷村             | 野代村                     | 野代村                           | 野代村                       | 野代村                     | 野代村                       | 昭和30年1月8日 多度町        | 平成16年12月6日 桑名市       | 桑名市   |
| 大鳥居村         | 大鳥居村     | 明治8年8月 大鳥居村  | 野代村                     | 野代村                           | 野代村                       | 野代村                     | 野代村                       | 昭和30年1月8日 多度町        | 平成16年12月6日 桑名市       | 桑名市   |
| 庄九郎新田       |              | 明治8年8月 大鳥居村  | 野代村                     | 野代村                           | 野代村                       | 野代村                     | 野代村                       | 昭和30年1月8日 多度町        | 平成16年12月6日 桑名市       | 桑名市   |
| 下野代村         | 下野代村     | 下野代村             | 野代村                     | 野代村                           | 野代村                       | 野代村                     | 野代村                       | 昭和30年1月8日 多度町        | 平成16年12月6日 桑名市       | 桑名市   |
| 力尾村           | 力尾村       | 力尾村               | 古浜村                     | 古浜村                           | 古浜村                       | 古浜村                     | 古浜村                       | 昭和30年1月8日 多度町        | 平成16年12月6日 桑名市       | 桑名市   |
| 猪飼村           | 猪飼村       | 猪飼村               | 古浜村                     | 古浜村                           | 古浜村                       | 古浜村                     | 古浜村                       | 昭和30年1月8日 多度町        | 平成16年12月6日 桑名市       | 桑名市   |
| 北猪飼村         | 北猪飼村     | 北猪飼村             | 古浜村                     | 古浜村                           | 古浜村                       | 古浜村                     | 古浜村                       | 昭和30年1月8日 多度町        | 平成16年12月6日 桑名市       | 桑名市   |
| 御衣野村         | 御衣野村     | 御衣野村             | 古浜村                     | 古浜村                           | 古浜村                       | 古浜村                     | 古浜村                       | 昭和30年1月8日 多度町        | 平成16年12月6日 桑名市       | 桑名市   |
| 古野村           | 古野村       | 古野村               | 古美村                     | 古美村                           | 古美村                       | 古美村                     | 古美村                       | 昭和30年1月8日 多度町        | 平成16年12月6日 桑名市       | 桑名市   |
| 美鹿村           | 美鹿村       | 美鹿村               | 古美村                     | 古美村                           | 古美村                       | 古美村                     | 古美村                       | 昭和30年1月8日 多度町        | 平成16年12月6日 桑名市       | 桑名市   |
| 香取村           | 香取村       | 香取村               | 七取村                     | 七取村                           | 七取村                       | 七取村                     | 七取村                       | 昭和30年1月8日 多度町        | 平成16年12月6日 桑名市       | 桑名市   |
| 福永村           | 福永村       | 福永村               | 七取村                     | 七取村                           | 七取村                       | 七取村                     | 七取村                       | 昭和30年1月8日 多度町        | 平成16年12月6日 桑名市       | 桑名市   |
| 西平賀村         | 西平賀村     | 西平賀村             | 七取村                     | 七取村                           | 七取村                       | 七取村                     | 七取村                       | 昭和30年1月8日 多度町        | 平成16年12月6日 桑名市       | 桑名市   |
| 上之郷村         | 上之郷村     | 上之郷村             | 七取村                     | 七取村                           | 七取村                       | 七取村                     | 七取村                       | 昭和30年1月8日 多度町        | 平成16年12月6日 桑名市       | 桑名市   |
| 東平賀村         | 東平賀村     | 東平賀村             | 七取村                     | 七取村                           | 七取村                       | 七取村                     | 七取村                       | 昭和30年1月8日 多度町        | 平成16年12月6日 桑名市       | 桑名市   |
| 古敷村           | 古敷村       | 古敷村               | 七取村                     | 七取村                           | 七取村                       | 七取村                     | 七取村                       | 昭和30年1月8日 多度町        | 平成16年12月6日 桑名市       | 桑名市   |
| 西平賀新田       | 西平賀新田   | 西平賀新田           | 七取村                     | 七取村                           | 七取村                       | 七取村                     | 七取村                       | 昭和30年1月8日 多度町        | 平成16年12月6日 桑名市       | 桑名市   |
| 長島城下         | 長島城下     | 明治初年 改称 長島村 | 長島村                     | 長島村                           | 長島村                       | 長島村                     | 昭和29年10月23日 町制 長島町 | 昭和30年4月1日 長島町        | 平成16年12月6日 桑名市       | 桑名市   |
| 又木村           | 又木村       | 又木村               | 長島村                     | 長島村                           | 長島村                       | 長島村                     | 昭和29年10月23日 町制 長島町 | 昭和30年4月1日 長島町        | 平成16年12月6日 桑名市       | 桑名市   |
| 殿名村           | 殿名村       | 殿名村               | 長島村                     | 長島村                           | 長島村                       | 長島村                     | 昭和29年10月23日 町制 長島町 | 昭和30年4月1日 長島町        | 平成16年12月6日 桑名市       | 桑名市   |
| 東殿名           | 東殿名       | 東殿名               | 長島村                     | 長島村                           | 長島村                       | 長島村                     | 昭和29年10月23日 町制 長島町 | 昭和30年4月1日 長島町        | 平成16年12月6日 桑名市       | 桑名市   |
| 出口村           | 出口村       | 出口村               | 長島村                     | 長島村                           | 長島村                       | 長島村                     | 昭和29年10月23日 町制 長島町 | 昭和30年4月1日 長島町        | 平成16年12月6日 桑名市       | 桑名市   |
| 源部外面         | 源部外面     | 源部外面             | 長島村                     | 長島村                           | 長島村                       | 長島村                     | 昭和29年10月23日 町制 長島町 | 昭和30年4月1日 長島町        | 平成16年12月6日 桑名市       | 桑名市   |
| 高座村           | 高座村       | 高座村               | 長島村                     | 長島村                           | 長島村                       | 長島村                     | 昭和29年10月23日 町制 長島町 | 昭和30年4月1日 長島町        | 平成16年12月6日 桑名市       | 桑名市   |
| 間々村           | 間々村       | 間々村               | 長島村                     | 長島村                           | 長島村                       | 長島村                     | 昭和29年10月23日 町制 長島町 | 昭和30年4月1日 長島町        | 平成16年12月6日 桑名市       | 桑名市   |
| 松ヶ島村         | 松ヶ島村     | 松ヶ島村             | 長島村                     | 長島村                           | 長島村                       | 長島村                     | 昭和29年10月23日 町制 長島町 | 昭和30年4月1日 長島町        | 平成16年12月6日 桑名市       | 桑名市   |
| 十日外面         | 十日外面     | 十日外面             | 長島村                     | 長島村                           | 長島村                       | 長島村                     | 昭和29年10月23日 町制 長島町 | 昭和30年4月1日 長島町        | 平成16年12月6日 桑名市       | 桑名市   |
| 駒江村           | 駒江村       | 駒江村               | 長島村                     | 長島村                           | 長島村                       | 長島村                     | 昭和29年10月23日 町制 長島町 | 昭和30年4月1日 長島町        | 平成16年12月6日 桑名市       | 桑名市   |
| 大島村           | 大島村       | 大島村               | 長島村                     | 長島村                           | 長島村                       | 長島村                     | 昭和29年10月23日 町制 長島町 | 昭和30年4月1日 長島町        | 平成16年12月6日 桑名市       | 桑名市   |
| 藤九郎外面       | 藤九郎外面   | 藤九郎外面           | 長島村                     | 長島村                           | 長島村                       | 長島村                     | 昭和29年10月23日 町制 長島町 | 昭和30年4月1日 長島町        | 平成16年12月6日 桑名市       | 桑名市   |
| 前山外面         | 前山外面     | 前山外面             | 長島村                     | 長島村                           | 長島村                       | 長島村                     | 昭和29年10月23日 町制 長島町 | 昭和30年4月1日 長島町        | 平成16年12月6日 桑名市       | 桑名市   |
| 遠浅付外面       | 遠浅付外面   | 遠浅付外面           | 長島村                     | 長島村                           | 長島村                       | 長島村                     | 昭和29年10月23日 町制 長島町 | 昭和30年4月1日 長島町        | 平成16年12月6日 桑名市       | 桑名市   |
| 西外面村         | 西外面村     | 西外面村             | 長島村                     | 長島村                           | 長島村                       | 長島村                     | 昭和29年10月23日 町制 長島町 | 昭和30年4月1日 長島町        | 平成16年12月6日 桑名市       | 桑名市   |
| 西川村           | 一部         | 西川村               | 長島村                     | 長島村                           | 長島村                       | 長島村                     | 昭和29年10月23日 町制 長島町 | 昭和30年4月1日 長島町        | 平成16年12月6日 桑名市       | 桑名市   |
| 西川村           | 大部分       | 西川村               | 楠村                       | 楠村                             | 楠村                         | 楠村                       | 楠村                         | 昭和30年4月1日 長島町        | 平成16年12月6日 桑名市       | 桑名市   |
| 千倉村           | 千倉村       | 千倉村               | 楠村                       | 楠村                             | 楠村                         | 楠村                       | 楠村                         | 昭和30年4月1日 長島町        | 平成16年12月6日 桑名市       | 桑名市   |
| 松之木村         | 松之木村     | 松之木村             | 楠村                       | 楠村                             | 楠村                         | 楠村                       | 楠村                         | 昭和30年4月1日 長島町        | 平成16年12月6日 桑名市       | 桑名市   |
| 新所村           | 新所村       | 新所村               | 楠村                       | 楠村                             | 楠村                         | 楠村                       | 楠村                         | 昭和30年4月1日 長島町        | 平成16年12月6日 桑名市       | 桑名市   |
| 杉江村           | 杉江村       | 杉江村               | 楠村                       | 楠村                             | 楠村                         | 楠村                       | 楠村                         | 昭和30年4月1日 長島町        | 平成16年12月6日 桑名市       | 桑名市   |
| 上坂手村         | 上坂手村     | 上坂手村             | 楠村                       | 楠村                             | 楠村                         | 楠村                       | 楠村                         | 昭和30年4月1日 長島町        | 平成16年12月6日 桑名市       | 桑名市   |
| 下坂手村         | 大部分       | 下坂手村             | 楠村                       | 楠村                             | 楠村                         | 楠村                       | 楠村                         | 昭和30年4月1日 長島町        | 平成16年12月6日 桑名市       | 桑名市   |
| 下坂手村         | 一部         | 下坂手村             | 長島村                     | 長島村                           | 長島村                       | 長島村                     | 昭和29年10月23日 町制 長島町 | 昭和30年4月1日 長島町        | 平成16年12月6日 桑名市       | 桑名市   |
| 平方村           | 大部分       | 平方村               | 長島村                     | 長島村                           | 長島村                       | 長島村                     | 昭和29年10月23日 町制 長島町 | 昭和30年4月1日 長島町        | 平成16年12月6日 桑名市       | 桑名市   |
| 平方村           | 一部         | 平方村               | 楠村                       | 楠村                             | 楠村                         | 楠村                       | 楠村                         | 昭和30年4月1日 長島町        | 平成16年12月6日 桑名市       | 桑名市   |
| 中川村           | 一部         | 中川村               | 楠村                       | 楠村                             | 楠村                         | 楠村                       | 楠村                         | 昭和30年4月1日 長島町        | 平成16年12月6日 桑名市       | 桑名市   |
| 中川村           | 大部分       | 中川村               | 長島村                     | 長島村                           | 長島村                       | 長島村                     | 昭和29年10月23日 町制 長島町 | 昭和30年4月1日 長島町        | 平成16年12月6日 桑名市       | 桑名市   |
| 小島村           | 小島村       | 小島村               | 長島村                     | 長島村                           | 長島村                       | 長島村                     | 昭和29年10月23日 町制 長島町 | 昭和30年4月1日 長島町        | 平成16年12月6日 桑名市       | 桑名市   |
| 篠橋新田         | 篠橋新田     | 篠橋新田             | 長島村                     | 長島村                           | 長島村                       | 長島村                     | 昭和29年10月23日 町制 長島町 | 昭和30年4月1日 長島町        | 平成16年12月6日 桑名市       | 桑名市   |
| 押付村           | 押付村       | 押付村               | 長島村                     | 長島村                           | 長島村                       | 長島村                     | 昭和29年10月23日 町制 長島町 | 昭和30年4月1日 長島町        | 平成16年12月6日 桑名市       | 桑名市   |
| 横満蔵新田       | 横満蔵新田   | 横満蔵新田           | 伊曽島村                   | 伊曽島村                         | 伊曽島村                     | 伊曽島村                   | 伊曽島村                     | 昭和31年9月30日 長島町に編入 | 平成16年12月6日 桑名市       | 桑名市   |
| 松蔭新田         | 松蔭新田     | 松蔭新田             | 伊曽島村                   | 伊曽島村                         | 伊曽島村                     | 伊曽島村                   | 伊曽島村                     | 昭和31年9月30日 長島町に編入 | 平成16年12月6日 桑名市       | 桑名市   |
| 白鶏新田         | 白鶏新田     | 白鶏新田             | 伊曽島村                   | 伊曽島村                         | 伊曽島村                     | 伊曽島村                   | 伊曽島村                     | 昭和31年9月30日 長島町に編入 | 平成16年12月6日 桑名市       | 桑名市   |
| 福井新田         | 福井新田     | 明治12年 福豊新田    | 伊曽島村                   | 伊曽島村                         | 伊曽島村                     | 伊曽島村                   | 伊曽島村                     | 昭和31年9月30日 長島町に編入 | 平成16年12月6日 桑名市       | 桑名市   |
| 豊松新田         |              | 明治12年 福豊新田    | 伊曽島村                   | 伊曽島村                         | 伊曽島村                     | 伊曽島村                   | 伊曽島村                     | 昭和31年9月30日 長島町に編入 | 平成16年12月6日 桑名市       | 桑名市   |
| 都羅新田         | 都羅新田     | 都羅新田             | 伊曽島村                   | 伊曽島村                         | 伊曽島村                     | 伊曽島村                   | 伊曽島村                     | 昭和31年9月30日 長島町に編入 | 平成16年12月6日 桑名市       | 桑名市   |
| 赤地新田         | 赤地新田     | 明治8年 赤地新田     | 伊曽島村                   | 伊曽島村                         | 伊曽島村                     | 伊曽島村                   | 伊曽島村                     | 昭和31年9月30日 長島町に編入 | 平成16年12月6日 桑名市       | 桑名市   |
| 六百新田         |              | 明治8年 赤地新田     | 伊曽島村                   | 伊曽島村                         | 伊曽島村                     | 伊曽島村                   | 伊曽島村                     | 昭和31年9月30日 長島町に編入 | 平成16年12月6日 桑名市       | 桑名市   |
| 鎌ヶ地新田       | 鎌ヶ地新田   | 鎌ヶ地新田           | 伊曽島村                   | 伊曽島村                         | 伊曽島村                     | 伊曽島村                   | 伊曽島村                     | 昭和31年9月30日 長島町に編入 | 平成16年12月6日 桑名市       | 桑名市   |
| 葭ヶ須新田       | 葭ヶ須新田   | 葭ヶ須新田           | 伊曽島村                   | 伊曽島村                         | 伊曽島村                     | 伊曽島村                   | 伊曽島村                     | 昭和31年9月30日 長島町に編入 | 平成16年12月6日 桑名市       | 桑名市   |
| 長地新田         | 長地新田     | 長地新田             | 伊曽島村                   | 伊曽島村                         | 伊曽島村                     | 伊曽島村                   | 伊曽島村                     | 昭和31年9月30日 長島町に編入 | 平成16年12月6日 桑名市       | 桑名市   |
| 福井附新田       | 福井附新田   | 福井附新田           | 伊曽島村                   | 伊曽島村                         | 伊曽島村                     | 伊曽島村                   | 伊曽島村                     | 昭和31年9月30日 長島町に編入 | 平成16年12月6日 桑名市       | 桑名市   |
| 福吉新田         | 福吉新田     | 福吉新田             | 伊曽島村                   | 伊曽島村                         | 伊曽島村                     | 伊曽島村                   | 伊曽島村                     | 昭和31年9月30日 長島町に編入 | 平成16年12月6日 桑名市       | 桑名市   |
| 加路戸新田       | 加路戸新田   | 加路戸新田           | 木曽岬村                   | 木曽岬村                         | 木曽岬村                     | 木曽岬村                   | 木曽岬村                     | 木曽岬村                     | 平成元年5月1日 町制 木曽岬町 | 木曽岬町 |
| 大新田           | 大新田       | 大新田               | 木曽岬村                   | 木曽岬村                         | 木曽岬村                     | 木曽岬村                   | 木曽岬村                     | 木曽岬村                     | 平成元年5月1日 町制 木曽岬町 | 木曽岬町 |
| 外平喜新田       | 外平喜新田   | 明治初年 外平喜新田  | 木曽岬村                   | 木曽岬村                         | 木曽岬村                     | 木曽岬村                   | 木曽岬村                     | 木曽岬村                     | 平成元年5月1日 町制 木曽岬町 | 木曽岬町 |
| 川中彦作新田     |              | 明治初年 外平喜新田  | 木曽岬村                   | 木曽岬村                         | 木曽岬村                     | 木曽岬村                   | 木曽岬村                     | 木曽岬村                     | 平成元年5月1日 町制 木曽岬町 | 木曽岬町 |
| 近江島新田       | 近江島新田   | 近江島新田           | 木曽岬村                   | 木曽岬村                         | 木曽岬村                     | 木曽岬村                   | 木曽岬村                     | 木曽岬村                     | 平成元年5月1日 町制 木曽岬町 | 木曽岬町 |
| 西対海地新田     | 西対海地新田 | 西対海地新田         | 木曽岬村                   | 木曽岬村                         | 木曽岬村                     | 木曽岬村                   | 木曽岬村                     | 木曽岬村                     | 平成元年5月1日 町制 木曽岬町 | 木曽岬町 |
| 田代新田         | 田代新田     | 田代新田             | 木曽岬村                   | 木曽岬村                         | 木曽岬村                     | 木曽岬村                   | 木曽岬村                     | 木曽岬村                     | 平成元年5月1日 町制 木曽岬町 | 木曽岬町 |
| 築留新田         | 築留新田     | 築留新田             | 木曽岬村                   | 木曽岬村                         | 木曽岬村                     | 木曽岬村                   | 木曽岬村                     | 木曽岬村                     | 平成元年5月1日 町制 木曽岬町 | 木曽岬町 |
| 雁ヶ地新田       | 雁ヶ地新田   | 雁ヶ地新田           | 木曽岬村                   | 木曽岬村                         | 木曽岬村                     | 木曽岬村                   | 木曽岬村                     | 木曽岬村                     | 平成元年5月1日 町制 木曽岬町 | 木曽岬町 |
| 白鷺脇付新田     | 白鷺脇付新田 | 白鷺脇付新田         | 木曽岬村                   | 木曽岬村                         | 木曽岬村                     | 木曽岬村                   | 木曽岬村                     | 木曽岬村                     | 平成元年5月1日 町制 木曽岬町 | 木曽岬町 |
| 福崎新田         | 福崎新田     | 福崎新田             | 木曽岬村                   | 木曽岬村                         | 木曽岬村                     | 木曽岬村                   | 木曽岬村                     | 木曽岬村                     | 平成元年5月1日 町制 木曽岬町 | 木曽岬町 |
| 豊崎新田         | 豊崎新田     | 豊崎新田             | 木曽岬村                   | 木曽岬村                         | 木曽岬村                     | 木曽岬村                   | 木曽岬村                     | 木曽岬村                     | 平成元年5月1日 町制 木曽岬町 | 木曽岬町 |
| 川先新田         | 川先新田     | 川先新田             | 木曽岬村                   | 木曽岬村                         | 木曽岬村                     | 木曽岬村                   | 木曽岬村                     | 木曽岬村                     | 平成元年5月1日 町制 木曽岬町 | 木曽岬町 |
| 富田子新田       | 富田子新田   | 富田子新田           | 木曽岬村                   | 木曽岬村                         | 木曽岬村                     | 木曽岬村                   | 木曽岬村                     | 木曽岬村                     | 平成元年5月1日 町制 木曽岬町 | 木曽岬町 |
| 中和泉新田       | 中和泉新田   | 中和泉新田           | 木曽岬村                   | 木曽岬村                         | 木曽岬村                     | 木曽岬村                   | 木曽岬村                     | 木曽岬村                     | 平成元年5月1日 町制 木曽岬町 | 木曽岬町 |
| 見入新田         | 見入新田     | 見入新田             | 木曽岬村                   | 木曽岬村                         | 木曽岬村                     | 木曽岬村                   | 木曽岬村                     | 木曽岬村                     | 平成元年5月1日 町制 木曽岬町 | 木曽岬町 |
| 和泉新田         | 和泉新田     | 和泉新田             | 木曽岬村                   | 木曽岬村                         | 木曽岬村                     | 木曽岬村                   | 木曽岬村                     | 木曽岬村                     | 平成元年5月1日 町制 木曽岬町 | 木曽岬町 |
| 小和泉新田       | 小和泉新田   | 明治8年 小和泉新田   | 木曽岬村                   | 木曽岬村                         | 木曽岬村                     | 木曽岬村                   | 木曽岬村                     | 木曽岬村                     | 平成元年5月1日 町制 木曽岬町 | 木曽岬町 |
| 豊田子新田       |              | 明治8年 小和泉新田   | 木曽岬村                   | 木曽岬村                         | 木曽岬村                     | 木曽岬村                   | 木曽岬村                     | 木曽岬村                     | 平成元年5月1日 町制 木曽岬町 | 木曽岬町 |
| 小和泉南堤外新田 |              | 明治8年 小和泉新田   | 木曽岬村                   | 木曽岬村                         | 木曽岬村                     | 木曽岬村                   | 木曽岬村                     | 木曽岬村                     | 平成元年5月1日 町制 木曽岬町 | 木曽岬町 |
| 小林新田         | 小林新田     | 小林新田             | 木曽岬村                   | 木曽岬村                         | 木曽岬村                     | 木曽岬村                   | 木曽岬村                     | 木曽岬村                     | 平成元年5月1日 町制 木曽岬町 | 木曽岬町 |
| 小林島新田       | 小林島新田   | 小林島新田           | 木曽岬村                   | 木曽岬村                         | 木曽岬村                     | 木曽岬村                   | 木曽岬村                     | 木曽岬村                     | 平成元年5月1日 町制 木曽岬町 | 木曽岬町 |
| 東対海地新田     | 東対海地新田 | 東対海地新田         | 木曽岬村                   | 木曽岬村                         | 木曽岬村                     | 木曽岬村                   | 木曽岬村                     | 木曽岬村                     | 平成元年5月1日 町制 木曽岬町 | 木曽岬町 |
| 源緑新田         | 源緑新田     | 源緑新田             | 木曽岬村                   | 木曽岬村                         | 木曽岬村                     | 木曽岬村                   | 木曽岬村                     | 木曽岬村                     | 平成元年5月1日 町制 木曽岬町 | 木曽岬町 |
| 源緑山新田       | 源緑山新田   | 源緑山新田           | 木曽岬村                   | 木曽岬村                         | 木曽岬村                     | 木曽岬村                   | 木曽岬村                     | 木曽岬村                     | 平成元年5月1日 町制 木曽岬町 | 木曽岬町 |
| 藤里新田         | 藤里新田     | 藤里新田             | 木曽岬村                   | 木曽岬村                         | 木曽岬村                     | 木曽岬村                   | 木曽岬村                     | 木曽岬村                     | 平成元年5月1日 町制 木曽岬町 | 木曽岬町 |
| 白鷺新田         | 白鷺新田     | 白鷺新田             | 木曽岬村                   | 木曽岬村                         | 木曽岬村                     | 木曽岬村                   | 木曽岬村                     | 木曽岬村                     | 平成元年5月1日 町制 木曽岬町 | 木曽岬町 |
| 松永新田         | 松永新田     | 松永新田             | 木曽岬村                   | 木曽岬村                         | 木曽岬村                     | 木曽岬村                   | 木曽岬村                     | 木曽岬村                     | 平成元年5月1日 町制 木曽岬町 | 木曽岬町 |

## 備考
旧桑名郡の方言は、揖斐川を境に西側は京阪式アクセントの近畿方言、東側は東京式内輪アクセントの東海東山方言に分かれている。

## 行政
歴代郡長
| 代 | 氏名       | 就任年月日                 | 退任年月日                | 備考                   |
| -- | ---------- | -------------------------- | ------------------------- | ---------------------- |
| 1  | 酒井礼一   | 明治12年（1879年）5月5日   |                           |                        |
| 2  | 新谷貞信   | 明治17年（1884年）12月22日 |                           |                        |
| 3  | 山本如水   | 明治19年（1886年）7月17日  |                           |                        |
| 4  | 松岡利弼   | 明治24年（1891年）11月12日 |                           |                        |
| 5  | 酒井礼一   | 明治32年（1899年）1月28日  |                           |                        |
| 6  | 玉井丈次郎 | 明治32年（1899年）4月27日  |                           |                        |
| 7  | 甘粕春吉   | 明治35年（1902年）5月19日  |                           |                        |
| 8  | 石井義忱   | 明治37年（1904年）12月28日 |                           |                        |
| 9  | 浜田盛義   | 明治42年（1909年）7月9日   |                           |                        |
| 10 | 川島駒吉   | 明治45年（1912年）6月22日  |                           |                        |
| 11 | 大井順之介 | 大正4年（1915年）4月21日   |                           |                        |
| 12 | 小森安太郎 | 大正7年（1918年）5月31日   |                           |                        |
| 13 | 尾崎重美   | 大正8年（1919年）9月30日   |                           |                        |
| 14 | 加藤信太郎 | 大正9年（1920年）12月4日   |                           |                        |
| 15 | 瓜生精一   | 大正12年（1923年）3月10日  | 大正15年（1926年）6月30日 | 郡役所廃止により、廃官 |